# Guerre degli Esopus
Le guerre degli Esopus furono due conflitti combattuti tra la tribù nativa Esopus dei Lenape e i coloni dei Nuovi Paesi Bassi nella seconda metà del XVII secolo in quella che oggi è la contea di Ulster. Come molte altre guerre del periodo coloniale il motivo era la rivalità tra le culture europea ed indiana, aggravate da reciproci sospetti ed incomprensioni. La prima battaglia fu scatenata dai coloni olandesi. La seconda guerra fu causata dal rancore da parte della tribù Esopus.
L'esito finale fu la dimostrazione di potenza degli Esopus. Le due guerre coincisero con l'ampliamento degli interessi inglesi per i territori olandesi del Nuovo Mondo. La difficoltà olandese nello sconfiggere gli Esopus avvisò i britannici della forza di questo popolo nativo.

## Contesto storico
Nel 1609 Henry Hudson aveva esplorato il fiume che prese da lui il nome. Molti degli indiani che incontrò non avevano mai visto gli europei e si stupirono nel sapere che esistevano altre persone nel mondo. Vennero disturbati quando, cinque anno dopo, fu creata una factorij (trading post) olandese dove oggi si trova Kingston (New York). Questa terra era occupata dagli Esopus, i quali la utilizzavano per l'agricoltura. Distrussero il trading post e cacciarono i coloni verso sud. I coloni fondarono un nuovo insediamento nel 1652 a Kingston, ma gli Esopus li cacciarono di nuovo.
Nel 1658 gli olandesi tornarono nella zona considerandola ottima per l'agricoltura e costruirono una palizzata per difendere il villaggio. La colonia prese il nome di Wiltwijck. Gli scontri proseguirono ma gli Esopus stavolta non riuscirono ad avere la meglio. Alla fine furono costretti a concedere ai coloni l'uso della terra. Speravano di limitare il numero di stranieri e di impedire che occupassero troppa terra.

## Prima guerra degli Esopus
La prima guerra Esopus fu un breve conflitto tra coloni olandesi ed Esopus, in gran parte dovuto a paure ed incomprensioni reciproche. Il 20 settembre 1659 molti Esopus furono assunti per svolgere lavori nelle fattorie dei coloni. Dopo aver terminato ed aver ricevuto la loro paga, un indiano ubriaco sparò un colpo di moschetto. Nonostante nessuno sia stato ferito, alcuni paesani olandesi temettero che si trattasse di un attacco. Nonostante un gruppo di soldati abbia investigato senza trovare cattive intenzioni, una folla di coloni e soldati attaccò i nativi responsabili. Molti fuggirono. Il giorno dopo tornarono con centinaia di rinforzi e distrussero i raccolti, uccisero il bestiame e bruciarono le case degli olandesi.
In netta inferiorità numerica e disarmati, gli olandesi avevano poche speranze di vincere con la forza. Riuscirono ad organizzare alcuni piccoli attacchi, compreso il bruciare i campi indiani per prenderli per fame. Ricevettero rinforzi da Nuova Amsterdam. La guerra si concluse il 15 luglio 1660 quando i nativi accettarono di vendere una parte di terra in cambio di pace e cibo. La pace era però instabile. Rimasero tensioni tra Esopus e coloni, e l'attrito sfociò nella seconda guerra.

## Seconda guerra degli Esopus
Nella speranza di stringere un nuovo accordo con gli Esopus, emissari olandesi contattarono la tribù il 5 giugno 1663 chiedendo un incontro. I nativi risposero che era loro usanza condurre i trattati di pace disarmati ed all'aperto, per cui le porte di Wiltwijck furono lasciate aperte. I nativi giunsero il 7 giugno in gran numero, dicendo di voler vendere i loro prodotti ed entrando in città. Quando si seppe che i guerrieri Esopus avevano completamente distrutto a tradimento il vicino villaggio di Nieu Dorp, (oggi Hurley), gli indiani erano già disposti attorno alla città ed iniziarono l'assalto. Ben armati e sparsi presero gli olandesi di sorpresa e in poco tempo controllarono la città, incendiando case e rapendo le donne prima divenire cacciati da una folla di coloni. Gli indiani fuggirono e gli olandesi ripararono le fortificazioni. Il 16 giugno i soldati olandesi che stavano portando in città le munizioni furono attaccati lungo la strada da Rondout Creek. Gli Esopus furono respinti.
Per tutto luglio gli olandesi studiarono come vendicarsi. Incapaci di distinguere una tribù dall'altra, catturarono alcuni commercianti della tribù Wappinger, una di quelle che aveva accettato di aiutare gli olandesi. Gli spiegarono che stavano cercando e li usarono come guide. Nonostante il loro aiuto gli olandesi non riuscirono a contattare gli Esopus, i quali utilizzarono la guerriglia e sparivano nei boschi. Dopo molti scontri improduttivi gli olandesi riuscirono a conquistarsi l'aiuto dei Mohawk che funsero da guide, interpreti e soldati. Alla fine di luglio gli olandesi ricevettero sufficienti rinforzi da poter marciare sulla roccaforte Esopus nelle montagne settentrionali. Il loro equipaggiamento pesante li rallentava ed il terreno era impervio. Comprendendo il loro svantaggio, invece di attaccare gli Esopus ne bruciarono i campi coltivati nella speranza di prenderli per fame.
Per un intero mese i gruppi di ricognizione ne incendiarono i campi senza dover combattere molto. All'inizio di settembre un nuovo gruppo di olandesi cercò di scontrarsi con gli Esopus sul loro territorio, stavolta con successo. La battaglia terminò con la morte del capo Esopus Papequanaehen e di molti altri uomini, donne e bambini. I nativi fuggirono e gli olandesi, comandati dal capitano Martin Cregier, ne saccheggiarono la fortezza prima di ritirarsi, prendendo rifornimenti e prigionieri. Questo pose fine alla guerra, anche se la pace non fu semplice.

## Esito

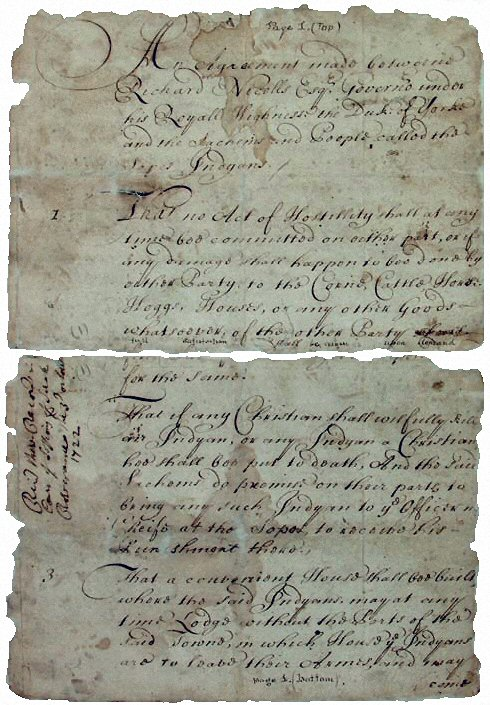
Prima pagina del trattato del 1665 che proibiva la violenza tra "Cristiani" ed "Indiani"

Dopo la seconda guerra i coloni olandesi rimasero sospettosi di tutti gli indiani con i quali entrarono in contatto. Furono mandati rapporti al governo olandese di Nuova Amsterdam citando le proprie perplessità riguardo addirittura le intenzioni di Wappinger e Mohawk, i quali avevano aiutato gli olandesi contro gli Esopus.
I prigionieri olandesi catturati dagli indiani nella seconda guerra Esopus furono portati in regioni mai visitate dai bianchi. Dopo il loro rilascio descrissero la terra alle autorità olandesi, le quali ne organizzarono un sopralluogo. Una parte di quella terra fu poi venduta ai rifugiati Ugonotti francesi i quali fondarono il villaggio di New Paltz.
Nel settembre 1664 gli olandesi vendettero i Nuovi Paesi Bassi agli inglesi. Si dice che furono più pazienti e leali con i nativi. I confini del territorio indiano furono stabiliti con precisione, la terra occupata dalla corona fu pagata ed il resto della terra dei nativi non fu più presa senza pagarla o senza accordo. Il nuovo trattato stabiliva un diritto di passaggio per i nativi per effettuare il commercio, dichiarando "che tutti gli scontri passati sono sepolti e dimenticati da ambo i lati", promettendo uguali punizioni (esecuzioni) per coloni o indiani colpevoli di omicidio e dichiarando il proprio rispetto nei confronti dei sachem e del loro popolo. Nei successivi vent'anni le terre Esopus furono acquistate ed i nativi furono fatti spostare in modo pacifico. Trovarono rifugio presso i Mohawk a nord delle montagne Shawangunk.
Oggi i loro discendenti vivono nella riserva Stockbridge-Munsee della contea di Shawano in Wisconsin e tra i Munsee Delaware dell'Ontario. Alcuni storici credono che gli Esopus sopravvissuti si siano riuniti coi Ramapough Mountain Indians del New Jersey dopo le guerre. Seguirono quanto fatto da alcuni Wappinger dopo la guerra di Kieft del 1643.